# 鲜红斑痣
鲜红斑痣又称为葡萄酒样痣，是由血管异常（皮肤内毛细血管畸形）导致人体皮肤变色的疾病，鲜红斑痣也是一種胎记。鲜红斑痣又被称为葡萄酒样痣，原因是痣的颜色与波特酒（来自葡萄牙的加强葡萄酒）相似。鲜红斑痣通常会持续一生，且受影响的皮肤区域会随着年龄的增长而增大。
鲜红斑痣最常出现在脸上，但也可能出现在身体的任何部位，其中大多数在颈部、胸部以上、手臂和腿部。 早期的病变区域通常是平的，外观呈粉红色。当孩子长大后，颜色可能会加深为深红色或紫色。 在成年后，可能病變區域的皮质會增厚或出現小肿块。
鲜红斑痣也可能是斯特奇-韦伯综合征或Klippel-Trénaunay-Weber 综合征等症候群的一部分。 

## 类型

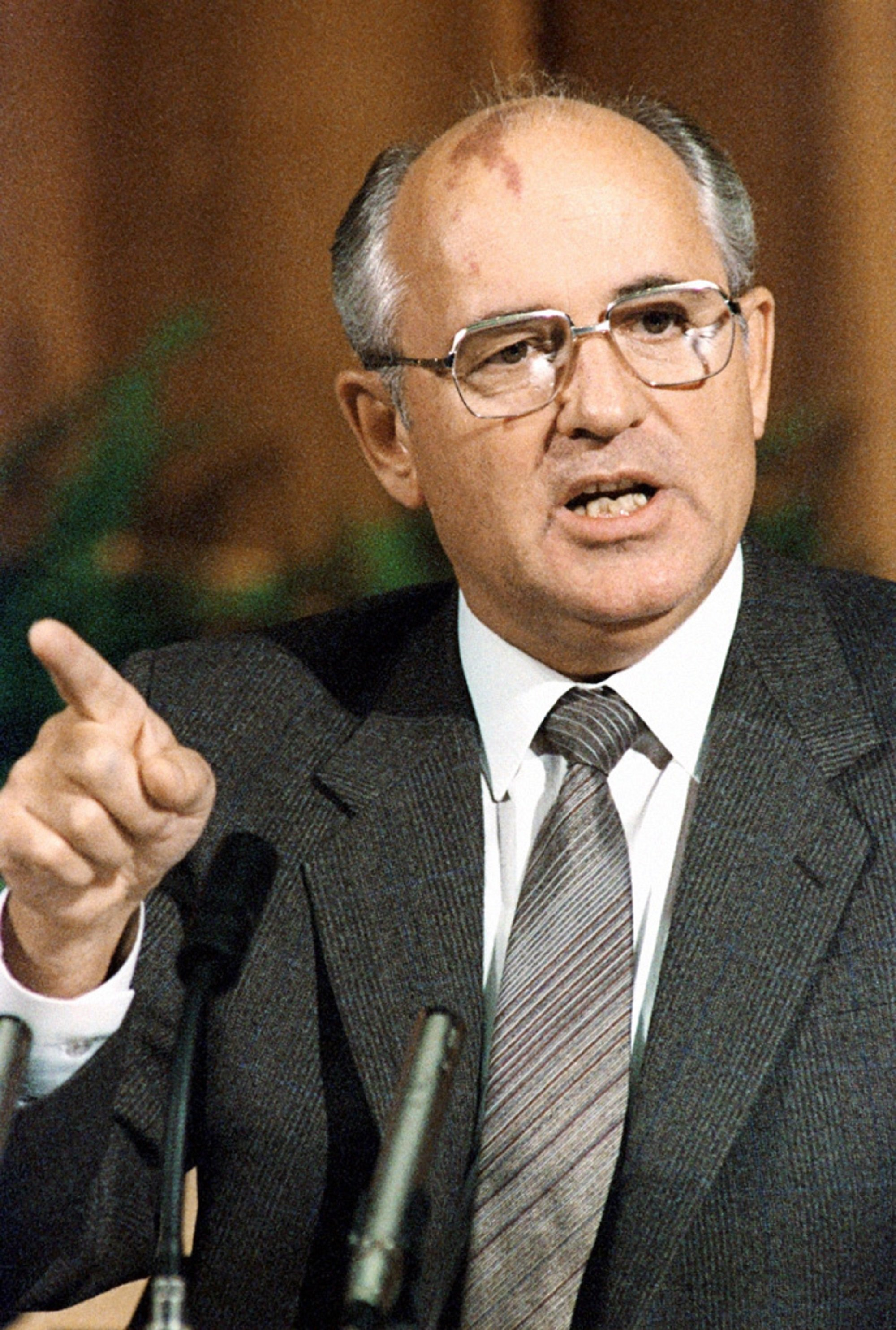
苏联末代领导人米哈伊尔·戈尔巴乔夫，额头上有明显的葡萄酒色斑

鲜红斑痣可分为以下几类： 
- 额红痣
- 中线红痣

## 遗传学
葡萄酒色斑是由GNAQ基因中的体细胞激活 c.548G→A 突变引起的。 其中还描述了与RASA1的关联。 

## 诊断

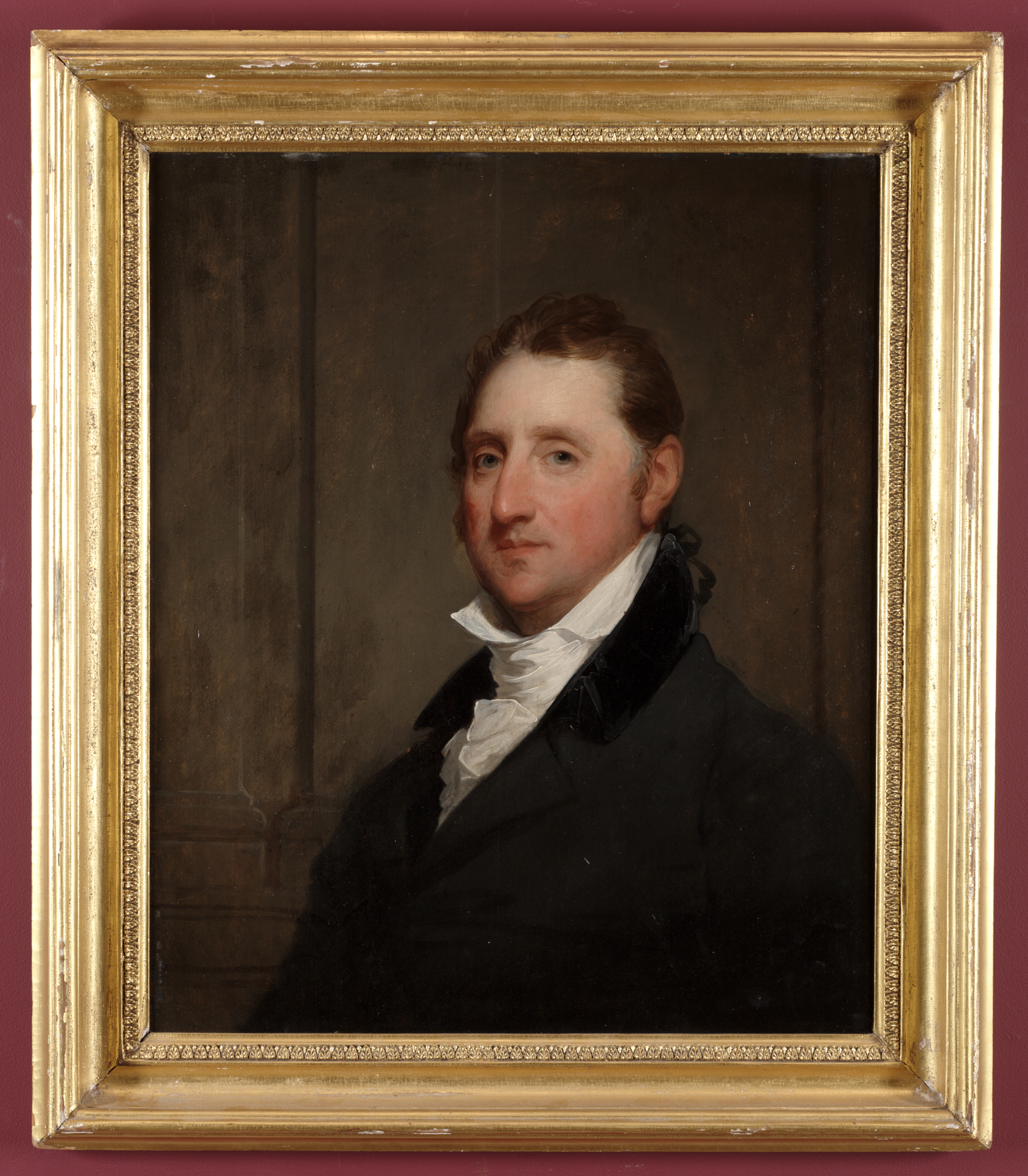
，美国奴隶主和商人，脸颊上有明显的鲜红斑痣

家庭医生通常可以仅根据病史和外观诊断鲜红斑痣。在一些不常见的病例中，可能需要进行皮肤活检以确认诊断。根据胎记的位置和其他相关症状，医生可能会选择测量眼压或头骨的X光片。
在麻醉后可以对头部区域有鲜红斑痣的婴儿进行脑补核磁造影，以检查是否有斯特奇-韦伯综合征斯特奇-韦伯综合征的迹象。 
如果鲜红斑痣长在口腔内，医生可能需要用内窥镜检查新生儿的喉咙内部，以观察病情是否发生恶化。
如果鲜红斑痣长在眼睛周围或眼睑上，可能需要转诊给验光师或眼科医生，以测试该眼睛的眼压。如果鲜红斑痣出现肿胀，可能会导致视力问题、青光眼或失明。

## 治疗
为治疗鲜红斑痣，曾经尝试过很多种方法，包括冷冻、手术、放射和纹身。鲜红斑痣也可以使用化妆品遮盖。
激光能够在破坏毛细血管的同时而不会对表面的皮肤造成重大损害。因此，激光和其他光源可能能够对鲜红斑痣达成一定的治疗效果。目前来说还没有发现除激光外的更好的治疗方式。
针对大多数用脉冲染料激光来进行治疗的人来说，在经过一到三次治疗后，激光治好了超过25% 的病变皮肤。在这些治疗中副作用较为少见，仅有少量患者的皮肤颜色发生了变化，例如部分肤色较深的中国人。治疗后的两周内可能会出现疼痛、结痂和起水泡等不良反应。这些治疗实验只跟踪了人们六个月，因此长期结果尚不清楚。 想要达到一定的治疗效果可能需要多达 10 次治疗，但可能无法彻底治好。 在身体局部部位使用雷帕霉素作为脉冲染料激光的辅助药剂可以改善治疗效果。 
一般来说要是想治愈此類疾病就應該在患者一岁前就进行治疗。然而，由于治療時要將小孩麻醉至少15分钟，因此治療頻率不能太頻繁。
激光治疗后，皮肤上将会布满钢笔大小的黑色标记。这是由激光仪器的尺寸导致的，黑色标记会在 1-3 周内消失。治疗区域可能会疼痛和肿胀好几天。

## 术后
如果治疗不成功，病变区域的肥大（组织质量增大）可能会在以后的生活中产生问题，例如功能丧失（尤其是当病变区域靠近眼睛或嘴巴时）、出血甚至毁容。眼睑上或附近的病变可能与青光眼的形成有关。 如果鲜红斑痣出现在面部或身体其他容易暴露在外的部位，其颜色也可能对患者的身心健康产生影响，产生情绪和社会问题。

## 流行病学
有研究记录了每 1,000 名新生儿中，约有 3-5 例会发病。 